# Église de Las Nieves

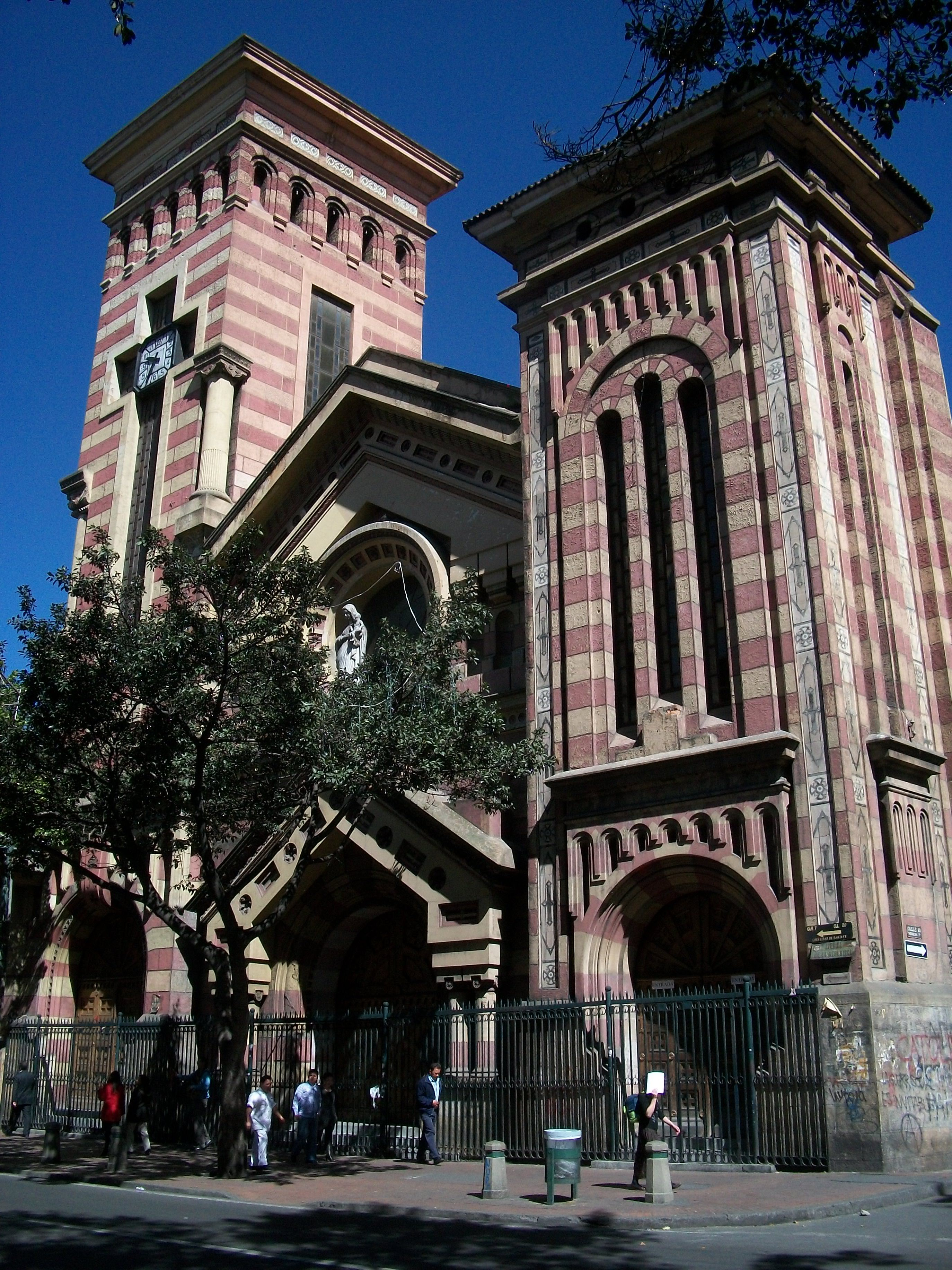
Façade de l'église de Las Nieves.

Pour les articles homonymes, voir Nieves (homonymie).
L'église de Las Nieves est un bâtiment religieux de Bogota (Colombie), de culte catholique et placé sous le vocable de Notre-Dame-des-Neiges (Nuestra Señora de Las Nieves). Elle se situe au croisement de la carrera Séptima et de la vingtième rue, dans le district de Santa Fe, au cœur de Bogotá. Bien qu'ayant subi de nombreuses reconstructions et transformations, elle demeure une des plus anciennes églises de la ville de Bogotá.

## Histoire

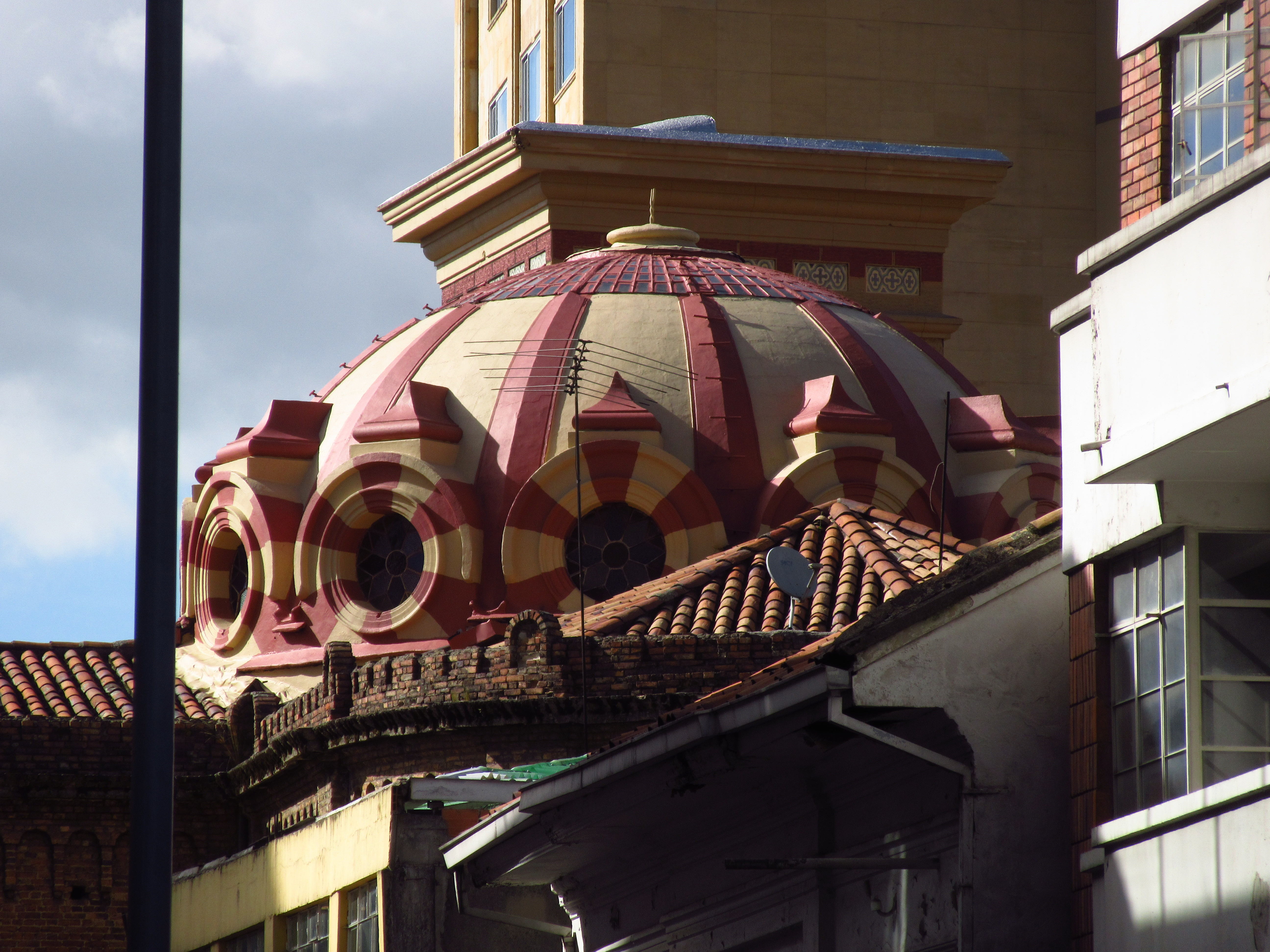
Coupole centrale.

L'origine de l'église se trouve dans un ermitage créé par Cristóbal Ortiz Bernal en 1568, à l'emplacement actuel de l'église.
L'église de Las Nieves est consacrée et élevée au rang de paroisse par l'archevêque Luis Zapata de Cárdenas le 23 mars 1585, le même jour que l'église Santa Barbara, située sur l'autre rive du río San Agustín. Elle est partiellement détruite par un incendie le 22 décembre 1594, et est reconstruite grâce aux dons des fidèles.
En 1643, à l'initiative du nouveau prêtre, Jacinto Quadrado de Solanilla, une nouvelle église est construite à la place de l'ancienne. Ce bâtiment est plus vaste, plus solide et son toit est couvert de tuiles. La chapelle principale et celle de Chiquinquirá sont édifiées, réduisant d'autant la rue du Panthéon, actuelle vingtième rue. Parallèlement, la confrérie de Nuestra Señora de Las Nieves est créée. Elle ouvre une maison du noviciat en 1656 dans la rue Larga de Las Nieves, sur le secteur de la carrera Séptima situé aujourd'hui entre la dix-huitième rue et l'avenue Ciudad de Lima. Cependant, le volume des rentes s'affaiblissant, la maison du noviciat est déplacée au début du XVIIe siècle dans la ville de Tunja (Boyacá). L'hospice ferme alors également, mais reste occupé par ses propriétaires jésuites jusqu'en 1767, date de leur expulsion des possessions espagnoles.
Le tremblement de terre de 1917 affecte gravement l'édifice. Il est donc démoli et une nouvelle église est construite en 1922, que l'on peut toujours voir à ce jour.

## Architecture

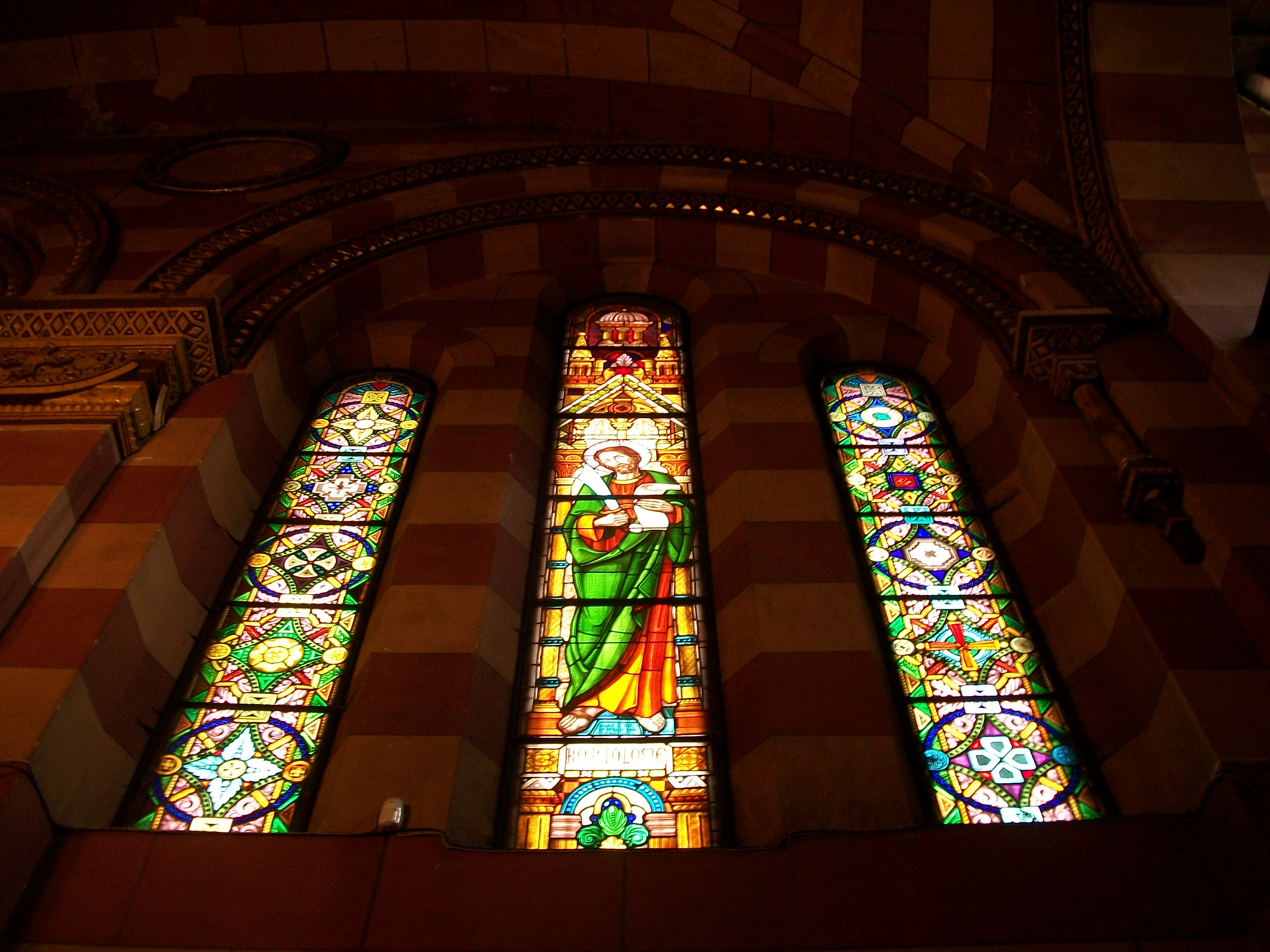
Vitraux du côté sud

L'église de Las Nieves mesure 64 mètres de long sur 27,5 mètres de large. Sa nef principale a une longueur de 15 mètres.